# 摩納哥交通

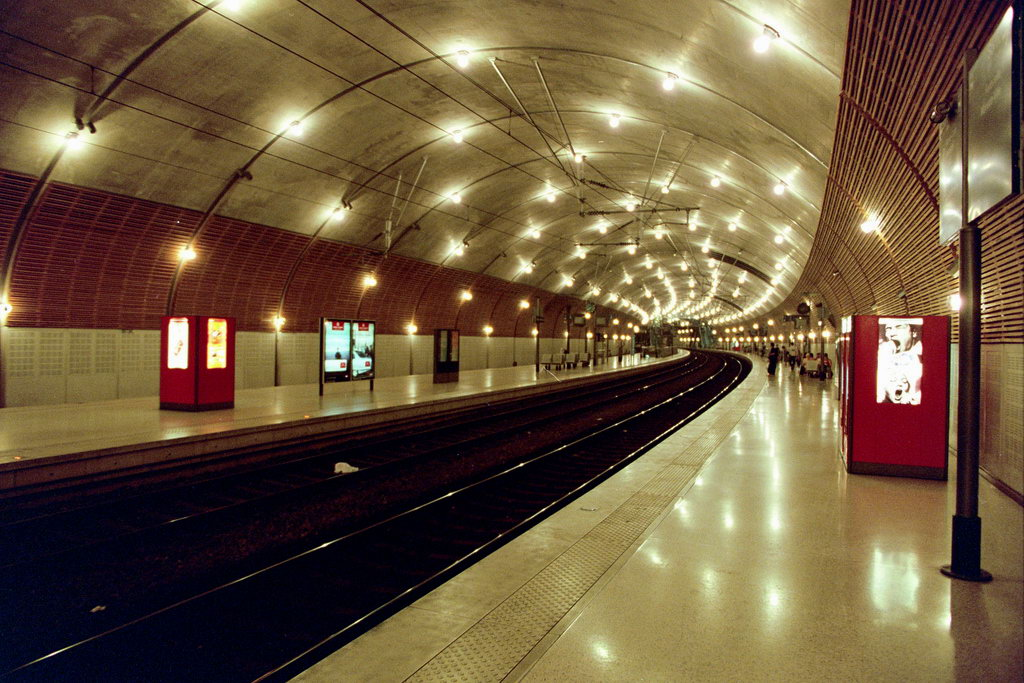
摩納哥蒙特卡洛車站

摩納哥的交通

## 鐵路交通
共有：1.7公里（法國國家鐵路公司服務摩納哥蒙特卡洛車站）
標准軌：1.7公里（1435毫米軌距）

## 城市交通

### 電梯/行人道
摩納哥共有七條傾斜的升降機(包括電梯或/和自動行人道)：
- 介乎穆蘭廣場和海灘
- 介乎格雷斯公主醫院中心和奇异花園
- 介乎海港和拉卡斯塔大街
- 介乎聖奉獻廣場和Moneghetti
- 介乎賭場露台和路易二世大道
- 介乎格雷斯公主大道和大不列顛大道
- 介乎公路和Larvotto大道

### 巴士
摩納哥共有五條巴士路線，都是由摩納哥巴士公司（CAM）營運，共有143個巴士站。
- 一號線：摩納哥維爾、蒙特卡羅、聖羅曼然後返回
- 二號線：摩納哥維爾、蒙特卡羅、異國花園然後返回
- 四號線：鐵路車站、蒙特卡羅、Larvotto海灘然後返回
- 五號線：鐵路車站、方特維雷、醫院然後返回
- 六號線：Larvotto海灘、方特維雷然後返回

### 地下鐵路
在摩納哥有一個長期的窄軌地鐵項目，但現今尚未建造。

## 道路交通

### 高速公路
總長：50公里
已鋪平：50公里
未鋪平：0公里（1996年起）

### 配有司機的汽車租賃
私人交通公具服務介乎尼斯機場和摩納哥。

## 海上交通
港口及海港:
2 : 海格力斯 (舊) 和 方特維雷 (新)
商船:
沒有 (1999年起)

## 航空交通

### 機場
摩納哥內沒有機場。距離國土最近的機場是法國尼斯蓝色海岸机场。110巴士快线往返法国尼斯国际机场和摩纳哥的多个公交车站。

### 直升機
- 由摩納哥有直升機飛往法國尼斯的機場；
- 由摩納哥也有直升機的包機服務往法國滑雪勝地。

#### 直升機場
1個：摩納哥方特維雷直升機場

## 外部連結
- 關於蒙特卡洛車站 （页面存档备份，存于）
- 遊覽在摩納哥 （页面存档备份，存于）